# Fisher Building
Fisher Building är en  amerikansk skyskrapa på 343 South Dearborn Street i Chicago i Illinois som byggdes åt industrimannen Lucius Fisher 1896. Byggnaden i rött tegel var med sina 20 våningar och 84 meters höjd en av världens högsta  när den var färdig.
Fisher anlitade den  arkitektfirma som hade varit ansvarig för designen av World's Columbian Exposition i staden år 1893 till att rita en kontorsbyggnad med 18 våningar. Den byggdes som en stålbyggnad och kläddes med terracotta. Stålkonstruktionen, som vägde 12 000 ton,  tog 25 dagar att bygga och fasaderna utsmyckades med reliefer av fiskar och musslor på de nedersta våningarna och rovfåglar och mytiska väsen högst upp. Kontorsbyggnaden inreddes med Carraramarmor och mahognypaneler och hade stora fönster på de nedersta våningarna.
Några år senare byggdes ytterligare två våningar på norra sidan av byggnaden. De ritades i samma stil av Peter J. Weber och var klara år 1906.
Byggnaden renoverades och omvandlades till hyreshus 2002. Den är registrerad i National Register of Historic Places sedan 1976. 